# God of War II
God of War II és la continuació del popular videojoc de PlayStation 2 God of War. Va ser llançat al mercat el 27 d'abril del 2007 a Europa.